# Contea di Shelby (Missouri)
La contea di Shelby in inglese Shelby County è una contea dello Stato del Missouri, negli Stati Uniti. La popolazione al censimento del 2000 era di 6 799 abitanti. Il capoluogo di contea è Shelbyville.